# Oryzopsis micrantha
Oryzopsis micrantha là một loài thực vật có hoa trong họ Hòa thảo. Loài này được (Trin. & Rupr.) Thurb. mô tả khoa học đầu tiên năm 1863 publ. 1864.